# The Greatest Thing in Life
The Greatest Thing in Life er en amerikansk stumfilm fra 1918 af D. W. Griffith.

## Medvirkende
- Lillian Gish som Jeannette Peret
- Robert Harron som Edward Livingston
- Adolph Lestina som Leo Peret
- David Butler som Mr. Le Bebe
- Elmo Lincoln